# Januaria
Januaria – żeński odpowiednik imienia January. Istnieją dwie święte o tym imieniu.
Januaria imieniny obchodzi: 2 marca i 17 lipca.